# Artie Baker
Arthur „Artie“ Baker (* 9. Mai 1914 in Massachusetts; † 25. März 2004) war ein US-amerikanischer Jazzmusiker (Klarinette, auch Flöte).

## Leben und Wirken
Baker arbeitete bereits mit 14 Jahren in lokalen Bands in Massachusetts. 1936 zog er nach New York City, wo er u. a. Charlie Shavers, Ben Webster, Cozy Cole und Lester Young traf. Zu Beginn der 1940er-Jahre gewann er einen Wettbewerb mit Altsaxophon und Klarinette in Artie Shaws Band, mit der 1941 auch erste Aufnahmen entstanden. Er spielte dann mit Les Robinson, Ray Conniff und Dave Tough. Als Shaw seine Band aufgrund des Zweiten Weltkriegs auflösen musste, holte ihn Benny Goodman in seine Band. Baker arbeitete auch als Studiomusiker mit Arturo Toscanini und der NBC Symphony. Im Februar 1942 trat er Charlie Spivaks Orchester bei. Kurz darauf wurde er Mitglied der Studioband des Rundfunksenders WINS. 1943 holte ihn der CBS-Bandleader Raymond Scott in seine Band, in der er mehr als zwei Jahre blieb. In dieser Zeit spielte er auch in Tommy Dorseys Band. Anschließend arbeitete er beim Sender WNEW und trat in der Show des Bandleaders Lloyd Shaffer auf; dabei begleitete er auch Perry Como bei dessen Auftritt im Chesterfield Supper Club. Ebenfalls um diese Zeit engagierte ihn Frank Sinatra für eine Aufnahmesession.
1948 gründete Baker seine eigene Gruppe, mit der er im Mai 1949 vier Titel für das Label Royal einspielte. Seinem Quintett gehörten Gloria Agostini (Harfe), Mike Coluccio (Piano), Allen Hanlon (Gitarre) und Bert Nazier (Bass) an. Des Weiteren war er in den 1950er-Jahren Mitglied der NBC-Studioband. Er spielte in der Morning Show mit Dick Hyman, Mundell Lowe, Don Lamond und Will Bradley; außerdem war Baker eines der Erst-Mitglieder der Studioband der Tonight Show mit Steve Allen und blieb bis weit in die 1950er-Jahre Mitarbeiter bei NBC. Daneben nahm er mit Louis Armstrong, Sy Oliver, Bobby Byrne und Neal Hefti auf und gehörte den Orchestern von Meyer Davis und Lester Lanin an, mit denen er ausgiebig auf Tourneen ging. In seinen späteren Jahren spielte Baker in Clubs und mit lokalen Jazzgruppen. Im Bereich des Jazz war er laut Tom Lord zwischen 1941 und 1993 an 51 Aufnahmesessions beteiligt.